# Federazione di baseball di Palau
La Federazione palauana di baseball (eng. Palau Baseball Federation, PBF) è un'organizzazione fondata per governare la pratica del baseball e del softball a Palau.
Organizza il campionato maschile e di softball femminile, e pone sotto la propria egida la nazionale maschile e di softball femminile.